# Limba dhivehi
Limba dhivehi (în dhivehi: ދިވެހި, dhivehi sau ދިވެހިބަސް, dhivehi-bas; cunoscută și ca limba maldiviană) este o limbă indo-ariană care e vorbită de aproximativ 350.000 de oameni în Maldive, unde este limbă oficială.
Cele mai vorbite dialecte ale limbii dhivehi sunt: malé, huvadhu, mulaku, addu, haddhunmathee și maliku. Forma standard a limbii dhivehi e dialectul malé, care e vorbit în capitala Insulelor Maldive care are acelaș nume.
Dhivehi este descendentă pankritei eḷu și e asemănătoare cu limba singaleză. De lungul timpului, multe limbi au influențat maldiviana, cea mai importantă care a influențat-o a fost araba.

## Origine
Limba dhivehi e o limbă indo-ariană care seamănă bine cu limba singaleză din Sri Lanka. Maldiviana este o limbă indo-ariană de sud. Împreună cu singaleza, maldiviana reprezintă subgrupul insular al limbilor indo-ariene.